# Dacă toți tinerii din lume... (film)
Dacă toți tinerii din lume... titlul original: în franceză Si tous les gars du monde...)  este un film francez regizat de Christian-Jaque, lansat în 1956. Filmul se bazează pe romanul cu același nume al lui Jacques Rémy. Protagoniștii filmului sunt actorii André Valmy, Jean Gaven, Marc Cassot și Georges Poujouly.

## Rezumat
Pe Lutèce, un vas de pescuit din Concarneau (indicativul de apel TKX), în timp ce se afla în mijlocul Mării Nordului, cei doisprezece marinari ai săi s-au îmbolnăvit unul după altul după ce au mâncat șuncă stricată: erau bolnavi de botulism. Având radioul navei defect, căpitanul Le Guellec, înainte de a suferi efectele otrăvirii, are timp să ceară ajutor cu ajutorul unui emițător radio cu unde scurte. Apelul este preluat de un radioamator, se organizează un lanț de ajutor reciproc pentru a trimite vaccinuri către vasul aflat în primejdie, în timp ce, la bord, ultimii pescari apți de muncă se confruntă între ei: sub privirile dezolate ale tânărului Benj, băiatul de pe vas, Jos îl acuză pe Mohammed, musulman și singurul care nu a mâncat șuncă, că i-a otrăvit. Cu toate acestea, supraviețuirea echipajului va depinde de ei și vor trebui să învețe să lucreze împreună pentru a menține cursul și a urma instrucțiunile radio ale salvatorilor. Între timp, radioamatori din Franța și din Germania au reușit, în toiul nopții, să transporte medicamentele de la Paris la Berlin: datorită dedicării stewardeselor care au încălcat regulile, a soldaților americani și sovietici care și-au unit forțele pentru a face ca prețiosul pachet să treacă granița dintre Berlinul de Vest și Berlinul de Est. În curând, medicamentele au ajuns în Norvegia...

## Distribuție
- André Valmy – căpitanul Le Guellec
- Jean Gaven – Jos, secundul de pe Lutèce
- Marc Cassot – Marcel, un marinar de pe Lutèce
- Georges Poujouly – Benj, un marinar de pe Lutèce
- Doudou Babet – Mohammed, un marinar nord-african de pe Lutèce
- Pierre Goutas – Yann, un marinar de pe Lutèce
- Jean Daurand – Yves, un marinar de pe Lutèce
- Jacques Dhery – Alain, un marinar de pe Lutèce
- Pierre Latour – Guillaume, un marinar de pe Lutèce
- Henri Maïk – François, primul marinar de pe Lutèce
- Jacques Sablon – un marinar de pe Lutèce
- Claude Sylvain – Totoche
- Andrex – Lagarrigue, profesorul
- Yves Brainville – doctorul Jégou
- Jean Clarieux – Riri
- Mimo Billi – Alberto, radioamatorul din Togo
- Bernard Dhéran – Saint-Savin
- Hélène Perdrière – Christine Largeau
- Jean-Louis Trintignant – Jean-Louis Lavergne, radioamatorul parizian
- Roger Dumas – Jean-Pierre, prietenul lui Jean-Louis
- Margaret Rung – însoțitoarea de zbor poloneză
- Diana Bel – însoțitoarea de zbor a Air France
- Mathias Wieman – Karl Baumeister, radioamatorul din München
- Gardy Granass – Herta Baumeister, fiica lui Karl
- Peter Walker – Johnny, micuțul prieten al Hertei
- Charles Jarrell – Mitch, prietenul lui Johnny din turnul de control Berlin-Tempelhof
- Constantin Nepo – căpitanul sovietic din Berlinul de est
- Ebbe Moe – Olaf, navigatorul norvegian
- Lt-Pilote Juillard – pilotul norvegian
- Jacques Donot – interlocutorul din Concarneau
- Bernadette Lange – doamna Le Guellec
- Camille Fournier – mama lui Benj